# Wilhelm von Gessler

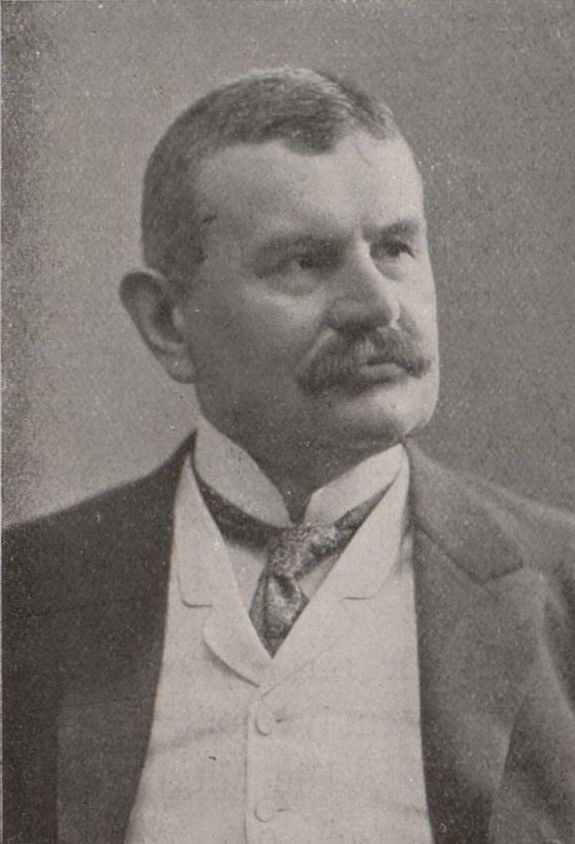
Wilhelm von Gessler, um 1910

Friedrich Wilhelm  (von) Gessler (* 11. Oktober 1850 in Stuttgart; † 12. Januar 1925 ebenda) war ein württembergischer Verwaltungsbeamter und Finanzminister. 

## Leben und Politik
Nach dem Besuch des Gymnasiums in Stuttgart absolvierte Gessler von 1868 bis 1873 ein Jurastudium an der Universität Tübingen und schloss sich 1868 der Burschenschaft Germania an. 1877 trat er in den württembergischen Verwaltungsdienst ein. Seit 1880 war er am Departement der Finanzen zunächst Regierungsrat. Nach Tätigkeiten in verschiedenen Regierungsorganisationen und Versicherungen in leitender Position  wurde er 1900 Ministerialdirektor und 1904 Präsident der Königlich-Württembergischen Hofdomänenkammer. Vom 8. April 1908 bis zum 24. April 1914 leitete er als Staatsminister das Departement der Finanzen. Von 1914 bis 1919 war er erneut Präsident der Hofdomänenkammer und trat im Sommer 1919 in den Ruhestand. 
Seit dem 15. Dezember 1899 war Gessler auf Lebenszeit ernanntes Mitglied in der  Kammer der Standesherren.  1908, mit dem Beginn seiner Tätigkeit als Finanzminister, legte er dieses Mandat nieder, wurde aber 1916 erneut für die Erste Kammer legitimiert und gehörte ihr wiederum bis zur Novemberrevolution an. 
Von 1895 bis 1907 war Gessler Präsident der württembergischen Landesorganisation des Roten Kreuzes.

## Familiärer Hintergrund
Wilhelms Vater Ernst von Geßler  (* 1821; † 1884) war von 1864 bis 1870  württembergischer  Innenminister. Dessen erste Frau hieß Friederike geb. Gaup (* 1824;  † 1855) und hatte neben ihrem Sohn Wilhelm noch drei weitere Kinder.  Ein Onkel von Wilhelm Gessler war der Jurist und Politiker Theodor von Gessler. Ein weiterer Onkel war der Reichstagsabgeordnete Friedrich Ludwig Adolf von Gaupp (* 1832; † 1901). Wilhelm von Gessler war verheiratet und hatte mehrere Kinder, darunter Gerhard Gessler (* 1886; † 1985), welcher Vorstandsmitglied bei der Württembergischen Hypothekenbank AG in Stuttgart war. Gessler gehörte der evangelischen Kirche an.